# Acantholepis (Formicidae)
Acantholepis é um gênero de insetos, pertencente a família Formicidae.